# Première circonscription d'Ille-et-Vilaine
La première circonscription d'Ille-et-Vilaine est l'une des huit circonscriptions législatives françaises que compte le département d'Ille-et-Vilaine situé en région Bretagne.

## La circonscription de 1958 à 1986

### Description géographique
Dans le découpage électoral de 1958, la première circonscription d'Ille-et-Vilaine était celle de « Rennes Nord ». Le département comptait alors six circonscriptions.
Elle était composée des cantons suivants :
- Canton de Bécherel
- Canton de Hédé
- Canton de Liffré
- Canton de Rennes-Nord-Est
- Canton de Rennes-Nord-Ouest
- Canton de Saint-Aubin-d'Aubigné.

### Historique des députations
| Législature | Début de mandat | Fin de mandat  | Député           | Parti politique | Observations |
| ----------- | --------------- | -------------- | ---------------- | --------------- | --- |
| Ire         | 9 décembre 1958 | 9 octobre 1962 | Henri Fréville   | MRP             | Mandat écourté à la suite d'une dissolution parlementaire décidée par Charles de Gaulle. |
| IIe         | 6 décembre 1962 | 2 avril 1967   | Henri Fréville   | MRP             | |
| IIIe        | 3 avril 1967    | 30 mai 1968    | Henri Fréville   | PDM             | Mandat écourté à la suite d'une dissolution parlementaire décidée par Charles de Gaulle. |
| IVe         | 11 juillet 1968 | 1er avril 1973 | Jacques Cressard | UDR             | |
| Ve          | 2 avril 1973    | 2 avril 1978   | Jacques Cressard | UDR             | |
| VIe         | 3 avril 1978    | 22 mai 1981    | Jacques Cressard | RPR             | Mandat écourté à la suite d'une dissolution parlementaire décidée par François Mitterrand. |
| VIIe        | 2 juillet 1981  | 1er avril 1986 | Edmond Hervé     | PS              | Remplacé à partir du 24 juillet 1981 par Clément Théaudin (PS) à la suite de sa nomination au gouvernement. |
| VIIIe       | 2 avril 1986    | 14 mai 1988    | Aucun            | Aucun           | Proportionnelle par département, pas de député par circonscription Proportionnelle par département, pas de député par circonscription. Mandat écourté à la suite d'une dissolution parlementaire décidée par François Mitterrand. |

### Historique des élections

#### Élections de 1958
| Candidat              | Candidat           | Parti          | Premier tour | Premier tour | Second tour | Second tour |  |
| Candidat              | Candidat           | Parti          | Voix         | %            | Voix        | %           |  |
| --------------------- | ------------------ | -------------- | ------------ | ------------ | ----------- | ----------- |  |
|                       | Henri Fréville élu | MRP            | 19 903       | 38,14        | 24 119      | 47,37       |  |
|                       | Jean Prost         | CNIP           | 9 786        | 18,75        | 19 996      | 39,28       |  |
|                       | Pierre Morel       | UNR            | 9 535        | 18,27        | Retrait     | Retrait     |  |
|                       | René Rio           | PCF            | 5 946        | 11,40        | 6 797       | 13,35       |  |
|                       | Prudent Porée      | Radsoc         | 4 956        | 9,56         | Retrait     | Retrait     |  |
|                       | Raymond Huchet     | Divers         | 2 054        | 3,94         |             |             |  |
|                       |                    |                |              |              |             |             |  |
| Inscrits              | Inscrits           | Inscrits       | 69 996       | 100,00       | 69 977      | 100,00      |  |
| Abstentions           | Abstentions        | Abstentions    | 16 498       | 23,57        | 17 937      | 25,63       |  |
| Votants               | Votants            | Votants        | 53 498       | 76,43        | 52 040      | 74,37       |  |
| Blancs et nuls        | Blancs et nuls     | Blancs et nuls | 1 318        | 2,46         | 1 128       | 2,17        |  |
| Exprimés              | Exprimés           | Exprimés       | 52 180       | 97,54        | 50 912      | 97,83       |  |
| Source : Data.gouv.fr |                    |                |              |              |             |             |  |

Le suppléant d'Henri Fréville était Guy Houist, conseiller municipal de Rennes.

#### Élections de 1962
|                       | Henri Fréville sortant réélu | MRP            | 21 723 | 50,04  |  |  |  |
|                       | André Tanguy                 | UNR-UDT        | 11 689 | 26,93  |  |  |  |
|                       | Charles Foulon               | PSU            | 5 178  | 11,93  |  |  |  |
|                       | Yves Brault                  | PCF            | 4 818  | 11,10  |  |  |  |
|                       |                              |                |        |        |  |  |  |
| Inscrits              | Inscrits                     | Inscrits       | 71 805 | 100,00 |  |  |  |
| Abstentions           | Abstentions                  | Abstentions    | 26 840 | 37,38  |  |  |  |
| Votants               | Votants                      | Votants        | 44 965 | 62,62  |  |  |  |
| Blancs et nuls        | Blancs et nuls               | Blancs et nuls | 1 557  | 3,46   |  |  |  |
| Exprimés              | Exprimés                     | Exprimés       | 43 408 | 96,54  |  |  |  |
| Source : Data.gouv.fr |                              |                |        |        |  |  |  |

Le suppléant d'Henri Fréville était Guy Houist.

#### Élections de 1967
| Candidat              | Candidat                     | Parti          | Premier tour | Premier tour | Second tour | Second tour |  |
| Candidat              | Candidat                     | Parti          | Voix         | %            | Voix        | %           |  |
| --------------------- | ---------------------------- | -------------- | ------------ | ------------ | ----------- | ----------- |  |
|                       | Henri Fréville sortant réélu | CD (PDM)       | 24 832       | 42,51        | 23 230      | 41,69       |  |
|                       | Georges Cordouin             | UD-Ve          | 15 188       | 26,00        | 15 975      | 28,67       |  |
|                       | Charles Foulon               | PSU            | 11 198       | 19,17        | 16 516      | 29,64       |  |
|                       | Yves Brault                  | PCF            | 7 190        | 12,31        |             |             |  |
|                       |                              |                |              |              |             |             |  |
| Inscrits              | Inscrits                     | Inscrits       | 76 707       | 100,00       | 76 707      | 100,00      |  |
| Abstentions           | Abstentions                  | Abstentions    | 16 946       | 22,09        | 20 031      | 26,11       |  |
| Votants               | Votants                      | Votants        | 59 761       | 77,91        | 56 676      | 73,89       |  |
| Blancs et nuls        | Blancs et nuls               | Blancs et nuls | 1 353        | 2,26         | 955         | 1,69        |  |
| Exprimés              | Exprimés                     | Exprimés       | 58 408       | 97,74        | 55 721      | 98,31       |  |
| Source : Data.gouv.fr |                              |                |              |              |             |             |  |

Le suppléant d'Henri Fréville était Guy Houist.

#### Élections de 1968
| Candidat              | Candidat               | Parti                       | Premier tour | Premier tour | Second tour | Second tour |  |
| Candidat              | Candidat               | Parti                       | Voix         | %            | Voix        | %           |  |
| --------------------- | ---------------------- | --------------------------- | ------------ | ------------ | ----------- | ----------- |  |
|                       | Jacques Cressard élu   | UDR (URP)                   | 22 673       | 39,15        | 28 100      | 53,90       |  |
|                       | Henri Fréville sortant | CD (PDM)                    | 18 494       | 31,19        | 24 030      | 46,10       |  |
|                       | Yves Brault            | PCF                         | 5 842        | 10,09        |             |             |  |
|                       | Charles Foulon         | PSU                         | 5 313        | 9,17         |             |             |  |
|                       | Charles Lecomte        | SFIO (FGDS)                 | 4 432        | 7,65         |             |             |  |
|                       | Jean Bothorel          | Régionaliste (Front Breton) | 1 157        | 2,00         |             |             |  |
|                       |                        |                             |              |              |             |             |  |
| Inscrits              | Inscrits               | Inscrits                    | 76 192       | 100,00       | 76 192      | 100,00      |  |
| Abstentions           | Abstentions            | Abstentions                 | 17 813       | 23,38        | 22 337      | 29,32       |  |
| Votants               | Votants                | Votants                     | 58 379       | 76,62        | 53 855      | 70,68       |  |
| Blancs et nuls        | Blancs et nuls         | Blancs et nuls              | 468          | 0,8          | 1 725       | 3,2         |  |
| Exprimés              | Exprimés               | Exprimés                    | 57 911       | 99,2         | 52 130      | 96,8        |  |
| Source : Data.gouv.fr |                        |                             |              |              |             |             |  |

Le suppléant de Jacques Cressard était Pierre Ory, menuisier-entrepreneur, maire de Langouet.

#### Élections de 1973
| Candidat                                         | Candidat                       | Parti          | Premier tour | Premier tour | Second tour | Second tour |  |
| Candidat                                         | Candidat                       | Parti          | Voix         | %            | Voix        | %           |  |
| ------------------------------------------------ | ------------------------------ | -------------- | ------------ | ------------ | ----------- | ----------- |  |
|                                                  | Jacques Cressard sortant réélu | UDR (URP)      | 26 081       | 40,44        | 35 791      | 57,28       |  |
|                                                  | Michel Denis                   | CD (MR)        | 12 410       | 19,24        | Retrait     | Retrait     |  |
|                                                  | Edmond Hervé                   | PS (UGSD)      | 11 715       | 18,16        | 26 695      | 42,72       |  |
|                                                  | Yves Brault                    | PCF            | 7 983        | 12,38        |             |             |  |
|                                                  | Thérèse Caillaud               | PSU            | 3 179        | 4,93         |             |             |  |
|                                                  | Michel Fronteau                | LO             | 1 615        | 2,50         |             |             |  |
|                                                  | Patrick Coué                   | SAV            | 1 517        | 2,35         |             |             |  |
|                                                  |                                |                |              |              |             |             |  |
| Inscrits                                         | Inscrits                       | Inscrits       | 84 134       | 100,00       | 84 138      | 100,00      |  |
| Abstentions                                      | Abstentions                    | Abstentions    | 18 294       | 21,74        | 19 464      | 23,13       |  |
| Votants                                          | Votants                        | Votants        | 65 840       | 78,26        | 64 674      | 76,87       |  |
| Blancs et nuls                                   | Blancs et nuls                 | Blancs et nuls | 1 340        | 2,04         | 2 188       | 3,38        |  |
| Exprimés                                         | Exprimés                       | Exprimés       | 64 500       | 97,96        | 62 486      | 96,62       |  |
| Source : Data.gouv.fr et Le Monde du 6 mars 1973 |                                |                |              |              |             |             |  |

Le suppléant de Jacques Cressard était Louis Lorant, agriculteur, maire de Liffré.

#### Élections de 1978
| Candidat       | Candidat                       | Parti                | Premier tour | Premier tour | Second tour | Second tour |  |
| Candidat       | Candidat                       | Parti                | Voix         | %            | Voix        | %           |  |
| -------------- | ------------------------------ | -------------------- | ------------ | ------------ | ----------- | ----------- |  |
|                | Jacques Cressard sortant réélu | RPR                  | 28 974       | 38,88        | 42 548      | 54,27       |  |
|                | Edmond Hervé                   | PS                   | 24 340       | 32,66        | 35 853      | 45,73       |  |
|                | Edmond Decamps                 | UDF (PR)             | 7 984        | 10,71        |             |             |  |
|                | Jacques Rolland                | PCF                  | 6 419        | 8,61         |             |             |  |
|                | Daniel Martin                  | PSU (FAB)            | 1 763        | 2,36         |             |             |  |
|                | Louis Le Clainche              | Divers droite (DC)   | 1 330        | 1,78         |             |             |  |
|                | Denis Guillard                 | LO                   | 1 067        | 1,43         |             |             |  |
|                | Alfred Vannier                 | Extrême droite (PFN) | 868          | 1,16         |             |             |  |
|                | René Gorvan                    | Régionaliste (EDB)   | 633          | 0,85         |             |             |  |
|                | Patrice Portier                | LCR (CCA)            | 496          | 0,66         |             |             |  |
|                | Jean-Marc Lafôret              | UOPDP                | 423          | 0,57         |             |             |  |
|                | Dominique Técher               | Extrême gauche (OCF) | 224          | 0,30         |             |             |  |
|                |                                |                      |              |              |             |             |  |
| Inscrits       | Inscrits                       | Inscrits             | 93 108       | 100,00       | 93 107      | 100,00      |  |
| Abstentions    | Abstentions                    | Abstentions          | 17 108       | 18,37        | 13 400      | 14,39       |  |
| Votants        | Votants                        | Votants              | 76 000       | 81,63        | 79 707      | 85,61       |  |
| Blancs et nuls | Blancs et nuls                 | Blancs et nuls       | 1 479        | 1,95         | 1 306       | 1,64        |  |
| Exprimés       | Exprimés                       | Exprimés             | 74 521       | 98,05        | 78 401      | 98,36       |  |

Le suppléant de Jacques Cressard était Xavier Bourges, médecin à Guipel.

#### Élections de 1981
| Candidat       | Candidat                 | Parti          | Premier tour | Premier tour | Second tour | Second tour |  |
| Candidat       | Candidat                 | Parti          | Voix         | %            | Voix        | %           |  |
| -------------- | ------------------------ | -------------- | ------------ | ------------ | ----------- | ----------- |  |
|                | Edmond Hervé élu         | PS             | 29 697       | 45,49        | 39 244      | 54,68       |  |
|                | Jacques Cressard sortant | RPR (UNM)      | 28 613       | 43,83        | 32 523      | 45,32       |  |
|                | Jacques Rolland          | PCF            | 2 712        | 4,15         |             |             |  |
|                | Yves Cochet              | MÉP            | 2 585        | 3,96         |             |             |  |
|                | Alain Ruellan            | PSU            | 836          | 1,28         |             |             |  |
|                | Jean-Pierre Gaudin       | LO             | 435          | 0,67         |             |             |  |
|                | Hervé Alexandre          | CCA            | 400          | 0,61         |             |             |  |
|                | Philippe Lebrethon       | PFN            | 1            | 0,00         |             |             |  |
|                |                          |                |              |              |             |             |  |
| Inscrits       | Inscrits                 | Inscrits       | 97 221       | 100,00       | 97 219      | 100,00      |  |
| Abstentions    | Abstentions              | Abstentions    | 31 343       | 32,24        | 24 676      | 25,38       |  |
| Votants        | Votants                  | Votants        | 65 878       | 67,76        | 72 543      | 74,62       |  |
| Blancs et nuls | Blancs et nuls           | Blancs et nuls | 599          | 0,91         | 776         | 1,07        |  |
| Exprimés       | Exprimés                 | Exprimés       | 65 279       | 99,09        | 71 767      | 98,93       |  |

Le suppléant d'Edmond Hervé était Clément Théaudin, conseiller général du canton de Liffré. Clément Théaudin remplaça Edmond Hervé, nommé membre du gouvernement, du 23 juillet 1981 au 1er avril 1986.

## La circonscription de 1986 à 2010

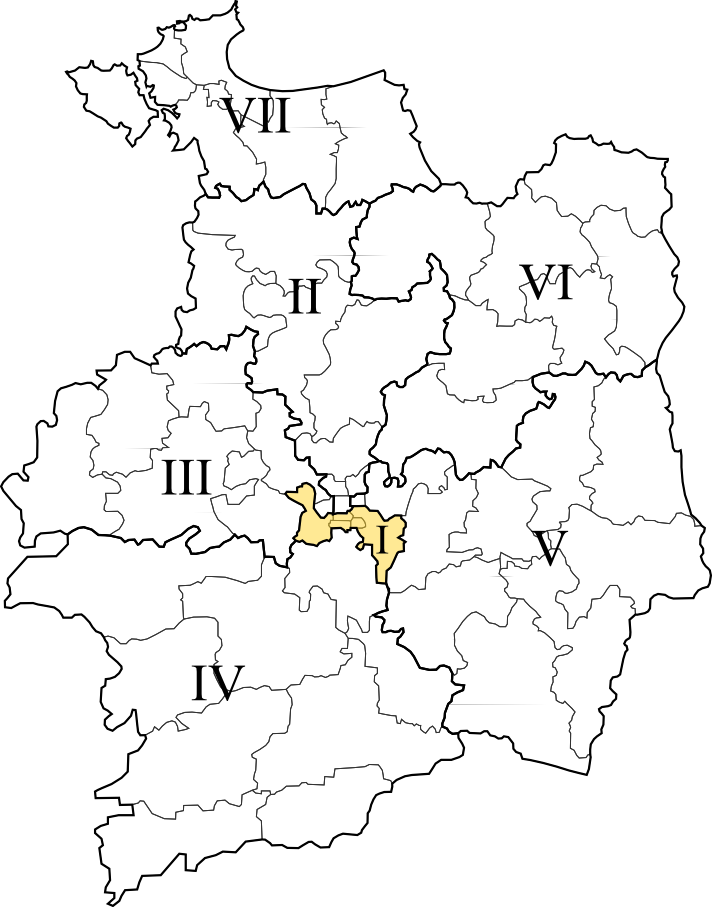
Localisation de la première circonscription d'Ille-et-Vilaine de 1986 à 2010.

### Description géographique et démographique
Dans le découpage électoral de la loi n°86-1197 du 24 novembre 1986
, la circonscription regroupe les cantons suivants :
- Canton de Rennes-le-Blosne
- Canton de Rennes-Bréquigny
- Canton de Rennes-Centre-Sud
- Canton de Rennes-Sud-Est
- Canton de Rennes-Sud-Ouest.

D'après le recensement général de la population en 1999, réalisé par l'Institut national de la statistique et des études économiques (INSEE), la population totale de cette circonscription est estimée à 114 485 habitants,.
- Avant le découpage de 1986, la circonscription de « Rennes Sud » était la deuxième circonscription d'Ille-et-Vilaine.

### Historique des députations
| Législature | Début de mandat | Fin de mandat  | Député                 | Parti politique | Observations                                                                          |
| ----------- | --------------- | -------------- | ---------------------- | --------------- | ------------------------------------------------------------------------------------- |
| IXe         | 23 juin 1988    | 1er avril 1993 | Jean-Michel Boucheron  | PS              |                                                                                       |
| Xe          | 2 avril 1993    | 21 avril 1997  | Jean-Michel Boucheron  | PS              | Mandat écourté à la suite d'une dissolution parlementaire décidée par Jacques Chirac. |
| XIe         | 12 juin 1997    | 18 juin 2002   | Jean-Michel Boucheron  | PS              |                                                                                       |
| XIIe        | 19 juin 2002    | 19 juin 2007   | Jean-Michel Boucheron, | PS,             |                                                                                       |
| XIIIe       | 20 juin 2007    | 19 juin 2012   | Jean-Michel Boucheron  | PS              |                                                                                       |

### Historique des élections

#### Élections de 1986
Résultats dans la circonscription (découpage 1988) de l'élection proportionnelle départementale.
|                                    | Edmond Hervé       | PS             | 21 782 | 47,67  |  |  |  |  |
|                                    | Pierre Méhaignerie | UDF (CDS - PR) | 11 616 | 25,42  |  |  |  |  |
|                                    | Michel Cointat     | RPR            | 6 264  | 13,70  |  |  |  |  |
|                                    | Christian Benoist  | PCF            | 2 439  | 5,34   |  |  |  |  |
|                                    | Jean Clerc         | FN             | 2 087  | 4,57   |  |  |  |  |
|                                    | Raymond Madec      | LO             | 473    | 1,03   |  |  |  |  |
|                                    | Louis Chopier      | DVG            | 464    | 1,01   |  |  |  |  |
|                                    | Arlette Tardif     | MRG            | 231    | 0,50   |  |  |  |  |
|                                    | Pierre Priet       | MPPT           | 184    | 0,40   |  |  |  |  |
|                                    | Gilles Roux        | I86            | 150    | 0,32   |  |  |  |  |
|                                    |                    |                |        |        |  |  |  |  |
| Inscrits                           | Inscrits           | Inscrits       | 63 914 | 100,00 |  |  |  |  |
| Abstention                         | Abstention         | Abstention     | 16 298 | 25,50  |  |  |  |  |
| Votants                            | Votants            | Votants        | 47 616 | 74,50  |  |  |  |  |
| Exprimés                           | Exprimés           | Exprimés       | 45 690 | 71,49  |  |  |  |  |
| Sources : Ouest-France et DataGouv |                    |                |        |        |  |  |  |  |

#### Élections de 1988
|                | Jean-Michel Boucheron sortant réélu | PS             | 18 974 | 50,69  |  |  |  |
|                | Jean-Pierre Dagorn                  | UDF (PR) (URC) | 11 853 | 31,67  |  |  |  |
|                | Christian Benoist                   | PCF            | 2 803  | 7,48   |  |  |  |
|                | Hubert Sachot                       | FN             | 2 071  | 5,53   |  |  |  |
|                | Anne-Marie Daniel                   | Extrême gauche | 1 234  | 3,29   |  |  |  |
|                | Hilaire Fournier                    | Divers gauche  | 490    | 1,30   |  |  |  |
|                |                                     |                |        |        |  |  |  |
| Inscrits       | Inscrits                            | Inscrits       | 65 318 | 100,00 |  |  |  |
| Abstentions    | Abstentions                         | Abstentions    | 27 270 | 41,75  |  |  |  |
| Votants        | Votants                             | Votants        | 38 048 | 58,25  |  |  |  |
| Blancs et nuls | Blancs et nuls                      | Blancs et nuls | 623    | 1,64   |  |  |  |
| Exprimés       | Exprimés                            | Exprimés       | 37 425 | 98,36  |  |  |  |

La suppléant de Jean-Michel Boucheron était Jeanine Huon, conseillère générale du canton de Rennes-Centre-Sud, conseillère municipale de Rennes.

#### Élections de 1993
| Candidat                      | Candidat                            | Parti               | Premier tour | Premier tour | Second tour | Second tour |  |
| Candidat                      | Candidat                            | Parti               | Voix         | %            | Voix        | %           |  |
| ----------------------------- | ----------------------------------- | ------------------- | ------------ | ------------ | ----------- | ----------- |  |
|                               | Jean-Pierre Dagorn                  | UDF (CDS)           | 14 442       | 34,43        | 19 696      | 47,09       |  |
|                               | Jean-Michel Boucheron sortant réélu | PS (ADFP)           | 11 937       | 28,45        | 22 131      | 52,91       |  |
|                               | Dominique Boullier                  | GÉ (EÉ)             | 5 310        | 12,65        |             |             |  |
|                               | Pierre Maugendre                    | FN                  | 3 083        | 7,35         |             |             |  |
|                               | Christian Benoist                   | PCF                 | 2 619        | 6,24         |             |             |  |
|                               | Josette Grimaud                     | LO                  | 1 252        | 2,98         |             |             |  |
|                               | Alain Guéguen                       | UÉD                 | 1 176        | 2,80         |             |             |  |
|                               | Colette Rouxel                      | LT-LNÉ              | 794          | 1,89         |             |             |  |
|                               | Henri David                         | Divers droite (DCF) | 643          | 1,53         |             |             |  |
|                               | Yves Juin                           | LCR                 | 522          | 1,24         |             |             |  |
|                               | Roger Brusq                         | PLN                 | 167          | 0,39         |             |             |  |
|                               |                                     |                     |              |              |             |             |  |
| Inscrits                      | Inscrits                            | Inscrits            | 69 504       | 100,00       | 69 504      | 100,00      |  |
| Abstentions                   | Abstentions                         | Abstentions         | 25 319       | 36,43        | 25 115      | 36,13       |  |
| Votants                       | Votants                             | Votants             | 44 185       | 63,57        | 44 389      | 63,87       |  |
| Blancs et nuls                | Blancs et nuls                      | Blancs et nuls      | 2 240        | 5,07         | 2 562       | 5,77        |  |
| Exprimés                      | Exprimés                            | Exprimés            | 41 945       | 94,93        | 41 827      | 94,23       |  |
| Source : Data.gouv et CEVIPOF |                                     |                     |              |              |             |             |  |

La suppléante de Jean-Michel Boucheron était Jeanine Huon.

#### Élections de 1997
| Candidat                     | Candidat                            | Parti                   | Premier tour | Premier tour | Second tour | Second tour |  |
| Candidat                     | Candidat                            | Parti                   | Voix         | %            | Voix        | %           |  |
| ---------------------------- | ----------------------------------- | ----------------------- | ------------ | ------------ | ----------- | ----------- |  |
|                              | Jean-Michel Boucheron sortant réélu | PS                      | 16 041       | 38,85        | 27 473      | 63,38       |  |
|                              | Jean-Pierre Dagorn                  | UDF (PPDF)              | 10 462       | 25,34        | 15 874      | 36,62       |  |
|                              | Christian Benoist                   | PCF                     | 3 196        | 7,74         |             |             |  |
|                              | Pierre Maugendre                    | FN                      | 2 969        | 7,19         |             |             |  |
|                              | Jean-Louis Merrien                  | Les Verts               | 1 946        | 4,71         |             |             |  |
|                              | Josette Grimaud                     | Extrême gauche (LO)     | 1 728        | 4,18         |             |             |  |
|                              | Pascale Loget                       | Divers écologiste (CES) | 1 346        | 3,26         |             |             |  |
|                              | Yvette Minec                        | Divers écologiste (GÉ)  | 823          | 1,99         |             |             |  |
|                              | Yannick Lemoing                     | MPF (LDI)               | 730          | 1,77         |             |             |  |
|                              | Stéphane Bribard                    | Extrême gauche (US4J)   | 604          | 1,46         |             |             |  |
|                              | Yves Juin                           | Extrême gauche (LCR)    | 494          | 1,20         |             |             |  |
|                              | Gérard Hamon                        | Extrême gauche (CAP)    | 409          | 0,99         |             |             |  |
|                              | Françoise Mauxion                   | Extrême gauche          | 404          | 0,98         |             |             |  |
|                              | Claudie Baudoin                     | Divers                  | 95           | 0,23         |             |             |  |
|                              | Roger Brusq                         | Divers (PLN)            | 47           | 0,11         |             |             |  |
|                              |                                     |                         |              |              |             |             |  |
| Inscrits                     | Inscrits                            | Inscrits                | 68 794       | 100,00       | 68 781      | 100,00      |  |
| Abstentions                  | Abstentions                         | Abstentions             | 25 790       | 37,49        | 23 322      | 33,91       |  |
| Votants                      | Votants                             | Votants                 | 43 004       | 62,51        | 45 459      | 66,09       |  |
| Blancs et nuls               | Blancs et nuls                      | Blancs et nuls          | 1 710        | 3,98         | 2 112       | 4,65        |  |
| Exprimés                     | Exprimés                            | Exprimés                | 41 294       | 96,02        | 43 347      | 95,35       |  |
| Source : Assemblée nationale |                                     |                         |              |              |             |             |  |

La suppléante de Jean-Michel Boucheron était Jeannine Huon, cadre administratif, conseillère générale du canton de Rennes-Centre-Sud, conseillère municipale de Rennes.

#### Élections de 2002
| Candidat       | Candidat                            | Parti            | Premier tour | Premier tour | Second tour | Second tour |  |
| Candidat       | Candidat                            | Parti            | Voix         | %            | Voix        | %           |  |
| -------------- | ----------------------------------- | ---------------- | ------------ | ------------ | ----------- | ----------- |  |
|                | Jean-Michel Boucheron sortant réélu | PS               | 18 935       | 43,38        | 24 863      | 62,15       |  |
|                | Sophie Simon                        | UMP              | 7 779        | 17,82        | 15 139      | 37,85       |  |
|                | Grégoire Le Blond                   | UDF              | 3 704        | 8,49         |             |             |  |
|                | Patrick Le Moing                    | MPF              | 3 318        | 7,60         |             |             |  |
|                | Daniel Salmon                       | Les Verts        | 2 501        | 5,73         |             |             |  |
|                | Brigitte Neveux                     | FN               | 1 985        | 4,55         |             |             |  |
|                | Christian Benoist                   | PCF              | 1 313        | 3,01         |             |             |  |
|                | Patrick Mainguené                   | Divers gauche    | 1 112        | 2,55         |             |             |  |
|                | Françoise Bagnaud                   | LCR              | 688          | 1,58         |             |             |  |
|                | Josette Grimaud                     | LO               | 563          | 1,29         |             |             |  |
|                | Chérif Naïtabdallah                 | Pôle républicain | 320          | 0,73         |             |             |  |
|                | Andrée Monnier                      | UDB              | 262          | 0,60         |             |             |  |
|                | Jean-François Fortin                | GÉ               | 235          | 0,54         |             |             |  |
|                | Annette Posnic                      | MNR              | 200          | 0,46         |             |             |  |
|                | Franck Huet                         | Extrême droite   | 181          | 0,41         |             |             |  |
|                | Jean-Michel Arbona                  | ÉD               | 151          | 0,35         |             |             |  |
|                | Kévin Desplanques                   | Extrême droite   | 148          | 0,34         |             |             |  |
|                | Pierrick Deshayes                   | RPF              | 137          | 0,31         |             |             |  |
|                | Catherine Le Guennec                | PT               | 121          | 0,28         |             |             |  |
|                |                                     |                  |              |              |             |             |  |
| Inscrits       | Inscrits                            | Inscrits         | 71 900       | 100,00       | 71 900      | 100,00      |  |
| Abstentions    | Abstentions                         | Abstentions      | 27 601       | 38,39        | 30 760      | 42,78       |  |
| Votants        | Votants                             | Votants          | 44 299       | 61,61        | 41 140      | 57,22       |  |
| Blancs et nuls | Blancs et nuls                      | Blancs et nuls   | 646          | 1,46         | 1 138       | 2,77        |  |
| Exprimés       | Exprimés                            | Exprimés         | 43 653       | 98,54        | 40 002      | 97,23       |  |

La suppléante de Jean-Michel Boucheron était Jeannine Huon.

#### Élections de 2007
| Candidat       | Candidat                            | Parti                      | Premier tour | Premier tour | Second tour | Second tour |  |
| Candidat       | Candidat                            | Parti                      | Voix         | %            | Voix        | %           |  |
| -------------- | ----------------------------------- | -------------------------- | ------------ | ------------ | ----------- | ----------- |  |
|                | Jean-Michel Boucheron sortant réélu | PS                         | 18 668       | 42,88        | 26 541      | 65,49       |  |
|                | Marie Louis                         | UMP                        | 9 359        | 21,50        | 13 988      | 34,51       |  |
|                | Grégoire Le Blond                   | UDF–MoDem                  | 4 979        | 11,44        |             |             |  |
|                | Yannick Le Moing                    | Divers droite (Maj. prés.) | 3 250        | 7,47         |             |             |  |
|                | Mélanie Le Verger                   | Les Verts                  | 2 259        | 5,19         |             |             |  |
|                | Éric Berroche                       | PCF                        | 1 460        | 3,35         |             |             |  |
|                | Joëlle Le Guillou                   | FN                         | 887          | 2,04         |             |             |  |
|                | Bruno Leveder                       | LCR                        | 844          | 1,94         |             |             |  |
|                | Michel Gain                         | GÉ                         | 560          | 1,29         |             |             |  |
|                | Valérie Hamon                       | LO                         | 488          | 1,12         |             |             |  |
|                | Michel Vielpeau                     | Divers écologiste          | 341          | 0,78         |             |             |  |
|                | Gérard Guillemot                    | PB                         | 249          | 0,57         |             |             |  |
|                | Rodolphe Verger                     | PT                         | 129          | 0,30         |             |             |  |
|                | Jean-François Daniel                | Divers                     | 61           | 0,14         |             |             |  |
|                |                                     |                            |              |              |             |             |  |
| Inscrits       | Inscrits                            | Inscrits                   | 74 388       | 100,00       | 74 489      | 100,00      |  |
| Abstentions    | Abstentions                         | Abstentions                | 30 299       | 40,73        | 32 796      | 44,03       |  |
| Votants        | Votants                             | Votants                    | 44 089       | 59,27        | 41 693      | 55,97       |  |
| Blancs et nuls | Blancs et nuls                      | Blancs et nuls             | 555          | 1,26         | 1 164       | 2,79        |  |
| Exprimés       | Exprimés                            | Exprimés                   | 43 534       | 98,74        | 40 529      | 97,21       |  |

La suppléante de Jean-Michel Boucheron était Jeannine Huon.

## La circonscription depuis 2010

Localisation de la circonscription dans le département depuis 2010.

### Description géographique
À la suite du redécoupage des circonscriptions législatives françaises de 2010, induit par l'ordonnance n° 2009-935 du 29 juillet 2009, ratifiée par le Parlement français le 21 janvier 2010, la première circonscription d'Ille-et-Vilaine regroupe les divisions administratives suivantes :
- Canton de Bruz
- Canton de Rennes-le-Blosne
- Canton de Rennes-Bréquigny
- Canton de Rennes-Centre-Sud
- Canton de Rennes-Sud-Est.

### Historique des députations
| Législature | Début de mandat | Fin de mandat    | Député                 | Parti politique | Observations                                                                           |
| ----------- | --------------- | ---------------- | ---------------------- | --------------- | -------------------------------------------------------------------------------------- |
| XIVe        | 20 juin 2012    | 20 juin 2017     | Marie-Anne Chapdelaine | PS              |                                                                                        |
| XVe         | 21 juin 2017    | 7 septembre 2021 | Mustapha Laabid        | LREM            |                                                                                        |
| XVIe        | 22 juin 2022    | 9 juin 2024      | Frédéric Mathieu       | LFI-PG          | Mandat écourté à la suite d'une dissolution parlementaire décidée par Emmanuel Macron. |
| XVIIe       | 8 juillet 2024  | En cours         | Marie Mesmeur          | LFI             |                                                                                        |

### Historique des élections

#### Élections de 2012
| Candidat       | Candidat                      | Parti                                | Premier tour | Premier tour | Second tour | Second tour |
| Candidat       | Candidat                      | Parti                                | Voix         | %            | Voix        | %           |
| -------------- | ----------------------------- | ------------------------------------ | ------------ | ------------ | ----------- | ----------- |
|                | Marie-Anne Chapdelaine élu    | PS                                   | 17 168       | 35,13        | 30 565      | 66,63       |
|                | Grégoire Le Blond             | MoDem (NC, UMP)                      | 10 126       | 20,72        | 15 307      | 33,37       |
|                | Jean-Michel Boucheron sortant | diss. PS                             | 8 670        | 17,74        |             |             |
|                | Geneviève Quillet             | FN (RBM)                             | 3 711        | 7,59         |             |             |
|                | Solène Raude                  | EÉLV (UDB)                           | 3 515        | 7,19         |             |             |
|                | Éric Berroche                 | PCF                                  | 1 951        | 3,99         |             |             |
|                | Karin Leroux                  | NC                                   | 1 103        | 2,26         |             |             |
|                | Etch Kalala                   | Divers gauche (Génération solidaire) | 638          | 1,31         |             |             |
|                | Sigrid Belin                  | LT-LNÉ                               | 465          | 0,95         |             |             |
|                | Laurence Dubois               | PRV                                  | 417          | 0,85         |             |             |
|                | Léa Soulard                   | NPA                                  | 416          | 0,85         |             |             |
|                | Christophe Daniou             | JB                                   | 294          | 0,60         |             |             |
|                | Valérie Hamon                 | LO                                   | 256          | 0,52         |             |             |
|                | Alexandre Noury               | S&P                                  | 133          | 0,27         |             |             |
|                |                               |                                      |              |              |             |             |
| Inscrits       | Inscrits                      | Inscrits                             | 87 110       | 100,00       | 87 110      | 100,00      |
| Abstentions    | Abstentions                   | Abstentions                          | 37 490       | 43,04        | 39 943      | 45,85       |
| Votants        | Votants                       | Votants                              | 49 620       | 56,96        | 47 167      | 54,15       |
| Blancs et nuls | Blancs et nuls                | Blancs et nuls                       | 757          | 1,53         | 1 295       | 2,75        |
| Exprimés       | Exprimés                      | Exprimés                             | 48 863       | 98,47        | 45 872      | 2,75        |

Le suppléant de Marie-Anne Chapdelaine était Philippe Bonnin, cadre, maire de Chartres-de-Bretagne.

#### Élections de 2017
Les élections législatives françaises de 2017 ont eu lieu les dimanches 11 et 18 juin 2017.
|                                                                                |                                                                           |                           |                           |                          |                          |
|                                                                                |                                                                           | Premier tour 11 juin 2017 | Premier tour 11 juin 2017 | Second tour 18 juin 2017 | Second tour 18 juin 2017 |
|                                                                                |                                                                           |                           |                           |                          |                          |
|                                                                                |                                                                           | Nombre                    | % des inscrits            | Nombre                   | % des inscrits           |
| Inscrits                                                                       | Inscrits                                                                  | 89 689                    | 100,00                    | 89 688                   | 100,00                   |
| Abstentions                                                                    | Abstentions                                                               | 41 079                    | 45,80                     | 51 665                   | 57,61                    |
| Votants                                                                        | Votants                                                                   | 48 610                    | 54,20                     | 38 023                   | 42.39                    |
|                                                                                |                                                                           |                           | % des votants             |                          | % des votants            |
| Bulletins blancs                                                               | Bulletins blancs                                                          | 573                       | 1,18                      | 4 084                    | 10,74                    |
| Bulletins nuls                                                                 | Bulletins nuls                                                            | 245                       | 0,50                      | 1 074                    | 2,82                     |
| Suffrages exprimés                                                             | Suffrages exprimés                                                        | 47 792                    | 98,32                     | 32 865                   | 86,43                    |
|                                                                                |                                                                           |                           |                           |                          |                          |
| Candidat Étiquette politique (partis et alliances)                             | Candidat Étiquette politique (partis et alliances)                        | Voix                      | % des exprimés            | Voix                     | % des exprimés           |
|                                                                                |                                                                           |                           |                           |                          |                          |
|                                                                                | Mustapha Laabid La République en marche                                   | 16 584                    | 34,70                     | 19 346                   | 58,87                    |
|                                                                                | Grégoire Le Blond Union des démocrates et indépendants (Les Républicains) | 7 494                     | 15,68                     | 13 519                   | 41,13                    |
|                                                                                | Marie-Anne Chapdelaine (députée sortante) Parti socialiste                | 6 854                     | 14,34                     |                          |                          |
|                                                                                | Patrick Bergogné La France insoumise                                      | 6 207                     | 12,99                     |                          |                          |
|                                                                                | Émeric Salmon Front national                                              | 2 892                     | 6,05                      |                          |                          |
|                                                                                | Didier Chapellon Europe Écologie Les Verts                                | 2 752                     | 5,76                      |                          |                          |
|                                                                                | Charlotte Marchandise La Relève citoyenne                                 | 1 059                     | 2,22                      |                          |                          |
|                                                                                | Michel Demolder Parti communiste français                                 | 771                       | 1,61                      |                          |                          |
|                                                                                | Denis Vernier Parti chrétien-démocrate                                    | 616                       | 1,29                      |                          |                          |
|                                                                                | Luc Melot Confédération pour l'homme, l'animal et la planète              | 550                       | 1,15                      |                          |                          |
|                                                                                | Philippe Salmon Nouvelle Donne                                            | 435                       | 0,91                      |                          |                          |
|                                                                                | Adeline Chantoiseau Union populaire républicaine                          | 393                       | 0,82                      |                          |                          |
|                                                                                | Delphine Ruaux Oui la Bretagne (UDB)                                      | 352                       | 0,74                      |                          |                          |
|                                                                                | Valérie Hamon Lutte ouvrière                                              | 312                       | 0,65                      |                          |                          |
|                                                                                | Sébastien Girard Parti breton                                             | 241                       | 0,50                      |                          |                          |
|                                                                                | Pierre-François Bazin Parti animaliste                                    | 225                       | 0,47                      |                          |                          |
|                                                                                | Erdogan Aktas Parti égalité et justice                                    | 55                        | 0,12                      |                          |                          |
| Source : Ministère de l'Intérieur - Première circonscription d'Ille-et-Vilaine |                                                                           |                           |                           |                          |                          |

La suppléante de Mustapha Laabid était Julie Ravillon, responsable opérationnelle numérique.

#### Élections de 2022
| Résultats des élections législatives des 12 et 19 juin 2022 de la 1re circonscription d'Ille-et-Vilaine |                          |                          |              |              |             |             |
| Candidat                                                                                                | Candidat                 | Parti et coalition       | Premier tour | Premier tour | Second tour | Second tour |
| Candidat                                                                                                | Candidat                 | Parti et coalition       | Voix         | %            | Voix        | %           |
| | Frédéric Mathieu         | LFI (NUPES)              | 19 220       | 39,27        | 25 205      | 52,62       |
| | Hind Saoud               | LREM (ENS)               | 15 992       | 32,67        | 22 691      | 47,38       |
| | Nadine Desprez           | RN                       | 4 679        | 9,56         |             |             |
| | Yannick Le Moing         | MEI                      | 2 470        | 5,05         |             |             |
| | Jean-Bruno Barguil-Dupic | DVD (UDC)                | 1 902        | 3,89         |             |             |
| | Laurent Siegward-Kampf   | REC                      | 1 184        | 2,42         |             |             |
| | Jean-François Monnier    | UDB                      | 1 032        | 2,11         |             |             |
| | Gwenola Bouriel          | PA                       | 506          | 1,03         |             |             |
| | Valérie Hamon            | LO                       | 497          | 1,02         |             |             |
| | Gautier Rouleau          | LP (UPF)                 | 463          | 0,95         |             |             |
| | Martin Gaumont           | EPL                      | 355          | 0,73         |             |             |
| | Sébastien Girard         | PB                       | 274          | 0,56         |             |             |
| | Laurent Priet            | POID                     | 231          | 0,47         |             |             |
| | Khalid Bajjouj           | UDMF                     | 143          | 0,29         |             |             |
| Votes valides                                                                                           | Votes valides            | Votes valides            | 48 948       | 97,81        | 47 896      | 94.50       |
| Votes blancs                                                                                            | Votes blancs             | Votes blancs             | 773          | 1,54         | 1950        | 3.85        |
| Votes nuls                                                                                              | Votes nuls               | Votes nuls               | 321          | 0,64         | 836         | 1.65        |
| Total                                                                                                   | Total                    | Total                    | 50 042       | 100          | 50 682      | 100         |
| Abstention                                                                                              | Abstention               | Abstention               | 43 440       | 46,47        | 42 819      | 45.80       |
| Inscrits / participation                                                                                | Inscrits / participation | Inscrits / participation | 93 482       | 53,53        | 93 501      | 54.20       |

La suppléante de Frédéric Mathieu était Jeanne Larue, avocate, conseillère départementale du canton de Rennes-3.

#### Élections de 2024
Lors des élections législatives de 2024, La France insoumise décide de ne pas reconduire le député sortant Frédéric Mathieu,. La Brestoise Marie Mesmeur reçoit l'investiture de LFI et du Nouveau Front populaire. Elle est élue lors d'une triangulaire face au candidat d'Ensemble pour la République et à la candidate du Rassemblement national, dont la présence au second tour est une première dans l'histoire de la circonscription.
| Candidat                 | Candidat                 | Parti et coalition       | Nuance                   | Premier tour | Premier tour | Second tour | Second tour |
| Candidat                 | Candidat                 | Parti et coalition       | Nuance                   | Voix         | %            | Voix        | %           |
| ------------------------ | ------------------------ | ------------------------ | ------------------------ | ------------ | ------------ | ----------- | ----------- |
|                          | Marie Mesmeur            | LFI (NFP)                | UG                       | 28 467       | 42,31        | 30 190      | 45,66       |
|                          | Nicolas Boucher          | MoDem (ENS)              | ENS                      | 21 453       | 31,88        | 24 181      | 36,57       |
|                          | Jeanne Rey du Boissieu   | RN                       | RN                       | 11 878       | 17,65        | 11 754      | 17,78       |
|                          | Joëlle Le Gall           | LR                       | LR                       | 3 372        | 5,01         |             |             |
|                          | Sébastien Girard         | PB (PU)                  | REG                      | 887          | 1,32         |             |             |
|                          | Valérie Hamon            | LO                       | EXG                      | 875          | 1,30         |             |             |
|                          | Rosa Vasquez             | DVG                      | DVG                      | 347          | 0,52         |             |             |
|                          | Frédéric Mathieu*        | LFI diss.                | DVG                      | 8            | 0,01         |             |             |
|                          |                          |                          |                          |              |              |             |             |
| Votes valides            | Votes valides            | Votes valides            | Votes valides            | 67 287       | 97,75        | 66 125      | 97,57       |
| Votes blancs             | Votes blancs             | Votes blancs             | Votes blancs             | 1 089        | 1,58         | 1 216       | 1,79        |
| Votes nuls               | Votes nuls               | Votes nuls               | Votes nuls               | 458          | 0,67         | 431         | 0,64        |
| Total                    | Total                    | Total                    | Total                    | 68 834       | 100          | 67 772      | 71,82       |
| Abstention               | Abstention               | Abstention               | Abstention               | 25 504       | 27,03        | 26 594      | 28,18       |
| Inscrits / participation | Inscrits / participation | Inscrits / participation | Inscrits / participation | 94 338       | 72,97        | 94 366      | 71,82       |